# 44a Divisió (Exèrcit Popular de la República)
La 44a Divisió va ser una divisió de l'Exèrcit Popular Republicà que va lluitar durant la Guerra Civil Espanyola en defensa de la legalitat de la Segona República Espanyola. Aquesta unitat, creada a mitjan 1937 a Catalunya, va lluitar als fronts d'Aragó, Ebre i Catalunya abans que al febrer de 1939 travessés la frontera francesa camí de l'exili.

## Historial operatiu
Les unitats de la divisió es van organitzar amb dels antics batallons de muntanya de guarnició a Girona, als mesos de maig i juny de 1937. Aquí van rebre el període d'instrucció i l'assignació de comandaments abans de partir al Front d'Aragó.

### Front d'Aragó
Immediatament després de rebre ensinistrament, va ser enviada al front aragonès amb motiu de l'ofensiva de Saragossa. Entre agost i setembre va intervenir en la batalla de Belchite, i més tard en les operacions per a intentar conquistar la localitat de Fuentes de Ebro.
A la fi de 1937 la divisió, composta per les brigades mixta 143a, 144a i 145a, tenia unes forces que aplegaven 8.650-8.800 homes. Al començament de l'atac franquista a Aragó cobria el front en els sectors de Mitjana i Quinto, on l'11 de març de 1938 es va veure obligada a retrocedir en veure's desbordats els seus flancs. En plena retirada, un bon nombre de comandaments de la divisió i les brigades van aprofitar per a passar-se a les línies franquistes i en la prefectura de la divisió també va haver-hi diversos canvis. Va continuar la retirada fins a la sortida del territori aragonès a la fi de març i es va atrinxerar a Lleida, on va resistir l'ofensiva franquista durant una setmana. Perduda aquesta ciutat, es va concentrar a Llardecans. La divisió havia quedat molt infringida després de les campanyes d'Aragó, per la qual cosa es va procedir a la seva profunda reorganització.

### Lluites en el Segre i l'Ebre
Durant els mesos de maig i juny es va distingir en els combats de la línia del Segre. Va cobrir l'efímer cap de pont republicana en Vilanova de la Barca establerta el 21 de maig, que va aconseguir mantenir fins al 17 de juny. Algunes unitats de la divisió van participar en els combats del Cap de pont de Seròs, on va realitzar nombrosos atacs sense èxit entre el 25 i el 28 de maig. El 9 d'agost algunes de les seves unitats van participar en un nou atac sobre Vilanova de la Barca, on van aconseguir establir un cap de pont, encara que després de 3 dies de combats van haver de creuar de nou el Segre.
Participaria en la batalla de l'Ebre, on va acudir el 9 de setembre. Es va situar en el sector Vilalba dels Arcs-Pobla de Massaluca, on va romandre fins al 6 d'octubre que va ser traslladada al Coll del Cuso. Entre el 8 i el 20 d'octubre va sofrir nombrosos atacs que van deixar de saldo un elevat nombre de baixes, perdent Camposines. El 8 de novembre es va produir una desbandada de les restes de la XIV Brigada Internacional —que enllaçava amb la divisió, més concretament amb la 140a Brigada Mixta— que va ser aprofitada pels franquistes. Els combats que van seguir en els següents dies van deixar molt minvades a la 140a Brigada. El 12 de novembre va creuar de nou el Ebre al nord d'Ascó.

### Campanya de Catalunya
Després dels combats de l'Ebre les forces de la unitat van quedar situades en la rereguarda, per a ser sotmeses a una reorganització. Al començament de la campanya de Catalunya els efectius van intentar oferir resistència, però davant la pressió enemiga van optar per retirar-se de la línia del Segre, cap a l'interior. Algunes brigades de la divisió —la 145a i 146a— es van atrinxerar a Juncosa, localitat que van intentar defensar al costat d'altres unitats, sense èxit. Després d'això es perd el rastre.

## Comandaments
Comandants
- Tinent coronel d'infanteria Primitivo Peire Cabaleiro[9] (des de maig de 1937);
- Comandant d'infanteria Bartomeu Muntané i Cirici (des de febrer de 1938);[10]
- Tinent coronel de carabiners Claudio Martín Barco (des del 13 de març de 1938);
- Tinent coronel d'infanteria Jesús Liberal Travieso (des del 17 de març de 1938);
- Major de milícies Ramón Pastor Llorens (des de l'1 d'abril de 1938);[10]

Comissaris
- Luis Canales Carvajal, del PSUC;[11]
- Tomàs Espresate i Pons, del PSOE (en el càrrec des de l'1 d'abril de 1938);[10]

Caps d'Estat Major
- Comandant d'infanteria Anastasio Santiago Ruiz;
- Comandant d'infanteria Pedro Cervera Serreta, (des del 13 de desembre de 1938);[10]

## Ordre de batalla
| Data               | Cos d'Exèrcit adscrit | Front de batalla | Brigades mixtes integrades    |
| Juny de 1937       | XII Cos d'Exèrcit     | Rereguarda       | 142a, 143a, 144a, 145a i 146a |
| Octubre de 1937    | XI Cos d'Exèrcit      | Belchite         | 143a, 144a i 145a             |
| Desembre de 1937   | XII Cos d'Exèrcit     | Aragó            | 143a, 144a i 145a             |
| 19 d'abril de 1938 | XII Cos d'Exèrcit     | Segre            | 140a, 144a i 145a             |
| Octubre de 1938    | XII Cos d'Exèrcit     | Ebre             | 140a, 144a i 145a             |